# Димитър Стоянов Житошанец
Димитър Стоянов, наречен Житошанец, е български революционер, деец на Вътрешната македоно-одринска революционна организация.

## Биография
Димитър Стоянов е роден в град Крушево. В 1909 година влиза във възстановяващата се ВМОРО. Заловен е от властите и осъден на три години затвор, от които излежава 7 месеца и след рушвет е пуснат. Четник е в четите на Блаже Кръстев Биринчето и Ставри Димитров.
След като родният му край попада в Сърбия след Междусъюзническата война, Стоянов е четник при Михаил Мукев. В 1915 година четата му подпомага българското настъпление в Крушевско и Битолско. След загубата на войната се оттегля в България и участва във възстановяването на ВМРО. Четник е при Тодор Александров, Михаил Недялков, Атанас Калчев и Янко Влаха. Умира от болест в 1927 година.